# Халина Черни-Стефанска
Халѝна Черни-Стефа̀нска, с рождено име Хелена Шва̀рценберг-Черни (на полски: Halina Czerny-Stefańska, Halina Schwarzenberg-Czerny) е полска пианистка и педагог.

## Биография
Халина Шварценберг-Черни е родена на 31 декември 1922 година в Краков, в семейство на пианисти. Започва да свира на пиано под ръководството на баща си. През 1932 година учи в Екол Нормал дьо мюзик в Париж. Впоследствие учи в Държавното висше музикално училище във Варшава.
През 1949 година печели първата награда на международния конкурс за пианисти „Фредерик Шопен“. В своята музикална кариера работи като солистка на Държавния симфоничния оркестър, Краковската филхармония, Симфоничния оркестър на Полското радио в Катовице. Концентрира в САЩ, Великобритания, Германия, Италия, Япония.
През 1999 година организира майсторски клас в Стокхолм, а в годините 1999 – 2000 във Вроцлав, Париж и Япония. От 1999 година е преподавател в Токийския университет на изкуствата.
Халина Черни-Стефанска умира на 1 юли 2001 година в родния си град. Погребана е на Раковицкото гробище.